# 櫻花大戰 (遊戲)
《櫻花大戰》是由世嘉與Red Company（現Red Entertainment）共同開發，並由世嘉發行的电子游戏，於1996年9月27日於世嘉土星首發，是櫻花大戰系列首作。本作曾多次移植及重製，包括於PlayStation 2上發行的重製版《櫻花大戰 ～熾熱之血～》。作為一款「劇情式冒險遊戲」，《櫻花大戰》融合了戰略角色扮演、戀愛模擬及视觉小说等諸多要素。
《櫻花大戰》之劇情背景設定於日本大正時代之虛構平行世界「太正時代」，以表面上身為歌舞劇團，暗地裡則為了守護帝都·東京的和平而努力的組織「帝國華擊團」為主軸。玩家扮演的主人公在領導團員表演歌舞、執行任務的同時，與諸位女主角們譜出戀愛的樂章。
《櫻花大戰》自1993年起開發，過程約歷時三年。製作人广井王子以日本特有的寶塚歌劇文化建構了遊戲的基本劇情及角色對話內容；同時許多業界知名人物，如赤堀悟、田中公平及藤岛康介等人皆參與本作開發。《櫻花大戰》發行後大獲成功，不僅成為了史上最賣座的電子遊戲之一，更衍生出包括舞臺劇、动画、漫画等一系列多媒體領域創作。

## 遊戲玩法
《櫻花大戰》的故事背景設定於日本大正時代之虛構平行世界「太正時代」。在遊戲中，由玩家操縱的主人公大神一郎是組織「帝國華擊團」附屬小組「花組」的新進隊長。本作雖以「劇情式冒險遊戲」為名，不過事實上還融合了戰略角色扮演、戀愛模擬及视觉小说等諸多要素。遊戲關卡依性質分為兩種，分別為主人公大神探索帝國華擊團表演場地「大帝國劇場」、與諸位女主角對話的冒險部分，以及透過傾斜視角進行的棋盤式回合制戰鬥部分。遊戲會於每集結束時存檔，玩家亦可於過場中存檔。
在冒險部分中，大神將探索位於帝都·東京的帝國華擊團表演場地「大帝國劇場」，並透過與諸位女主角對話逐步增加好感度。與當時的其他戀愛模擬遊戲不同的是，《櫻花大戰》採用了特殊的「即時互動圖片系統」（Live & Interactive Picture System，簡稱LIPS）；當出現事件時，玩家必須在一定時間內作出抉擇，時限會依據事件情況而有所增減；除了選擇特定選項外，玩家也可以「保持沉默」，即不選擇任何選項。女主角會依據玩家的選擇做出不同的反應。另外，不同女主角因個性相異，玩家在選擇同一方法回應時，可能會得到不同的結果。
在戰鬥部分中，大神將領導花組成員對抗潛伏於帝都中的妖魔鬼怪。諸位角色並非直接上場，而是透過操作蒸氣機器人「對降魔用靈子甲冑·光武」戰鬥。每一組靈子甲冑皆可獨立行動，每回合可行動兩次。玩家可進行之動作包含「攻擊」、「防禦」、「移動」、「必殺技」（強力攻擊）、「蓄積能量」（以施放必殺技）、及「庇護」（回復體力）。每一個成員所使用的靈子甲冑皆會特化部分屬性，包括支援、攻擊強度及攻擊廣度等；依據靈子甲冑的各項能力數值的變化，其行動能力可能會受到一定程度的限制。此外在戰鬥過程中，與其他女主角的LIPS系統對話將大大影響戰局。若能透過對話增加女主角的好感度，則該角色所操作的靈子甲冑將獲得一定時間的能力數值加成，戰鬥能力也會大幅提升。若玩家贏得戰鬥，或是大神的靈子甲冑血量耗盡等情況下，遊戲便會宣告結束，而玩家可選擇再次挑戰。

## 劇情
二十世紀初的日本「太正時代」，自明治維新以來的文明開化已持續了五十餘年。隨著西洋文化和日本傳統文化的交匯融合，帝都·東京逐漸成為現代化建築鱗次櫛比，鐵道、公路縱橫交錯，馬車、人力車、蒸汽車川流不息的繁華都市。
然而，這也是一座有著怪物和咒術等非現實存在的魔幻都市。為了對抗從地底出現的強大魔物，同時守護帝都和民眾，由帝國陸軍主導的政府直屬對降魔組織「帝國華擊團·花組」（簡稱「帝擊」）成立了。花組集結了6名具備極高「靈力」的少女：真宮寺一族的女兒、靈劍·荒鷹的繼承者真宮寺櫻；神崎財閥總帥的孫女、精通神崎風塵流長刀術的神崎堇；俄國革命的勇士、曾有「食火鳥」之稱的瑪麗亞·橘；自幼就因超常的靈力被與世隔絕、年僅10歲的法國貴族千金愛麗絲；在辛亥革命的戰亂中失去親人、精通機械的中國少女李紅蘭；以及桐島流空手的正統傳人、身高近2公尺的桐島神奈。同時，由神崎財閥轄下的神崎重工完成了可使用靈力驅動的「對降魔用靈子甲胄·光武」。以位於銀座的「大帝國劇場」為基地、平日以歌舞劇團名義掩人耳目的花組，在魔物出現時就會變為守護帝都的戰士，駕駛靈子甲胄與敵人作戰。
太正十一年，以妖僧天海為首的邪惡組織「黑之巢會」蠢蠢欲動。仇視近代文明的天海為復辟德川幕府的統治，率領手下的四天王葵叉丹、彌勒、修羅及羅剎，操縱由古代咒法生出的魔物「魔操機兵」在帝都展開了破壞活動。太正十二年春，苦於戰力及協作性不足的花組來了一位新隊長——海軍少尉大神一郎，一場場帝國華擊團與黑之巢會間纏綿不止的戰鬥自此展開。

## 開發過程

### 理念及開發過程
早在1990年，《櫻花大戰》製作人广井王子就已經開始構思相關遊戲概念；在欣賞戲劇《上海狂想曲》時，他被舞臺的背景及演出陣容之壯觀所震懾，進而開始思考以此為基礎的遊戲製作。1993年，廣井王子與音樂創作者田中公平共同參與製作《天外魔境 Ziria》之原創動畫錄影帶（OVA）。廣井十分欣賞田中所創作的音樂，並決定請他參與新遊戲的音樂製作，同時也啟發了以劇院作為遊戲主題的想法。同年，由廣井領導的Red Company（現Red Entertainment）開發小組正式開啟了遊戲的研發計畫，成員除了廣井之外，還包括編劇金子龍馬和森田直樹。開發小組將本作的遊戲早期測試版名稱定為「櫻」，以與遊戲採用的日本主題相連結；本作的許多關鍵要素皆於開發早期就已提出，包括遊戲的蒸汽龐克風格、多位女性成員配置及使用機甲進行戰鬥等；至於採用棋盤式地圖戰鬥的想法，則是源自於桌上遊戲及聖火降魔錄系列。另外，遊戲中的角色個性和劇情也受到了當代日本動漫的影響。在本作的基本架構完成後，開發小組仍持續改善遊戲；在此期間，廣井曾將「櫻」計畫向各大電子遊戲公司數度宣傳未果，因而一度認為遊戲已無機會發行，並將計畫擱置。
1994年，時任世嘉副總裁入交昭一郎邀請廣井為其全新家用遊戲機世嘉土星開發獨佔遊戲；廣井起初意願不高，但在入交持續勸說之下最終同意。廣井後來表示為土星開發遊戲是個艱難的決定，因為早先他多半在競業的家用遊戲機平臺上開發遊戲，是世嘉的誠意打動了他，讓他最後決定以土星作為《櫻花大戰》的首發平臺。廣井與入交等人前往塞班岛度過兩週的假期，期間廣井將塵封的「櫻」計畫展示給入交，認為這種過於特殊、跳躍性的計畫不會獲得認可，然而世嘉最後同意了開發計畫，並開始與廣井領導的Red Company開發小組合作研發，同時確定遊戲名稱為「櫻花大戰」；不過由於商標方面的問題，原先預定使用的「櫻花」（／）兩字改用片假名書寫。
在本作重啟開發初期，不少人擔心遊戲風格可能會過於接近美少女遊戲。為與普通美少女遊戲做出區別，《櫻花大戰》不僅加入大量戰鬥場景以平衡關卡類型比重，在探索關卡時也透過LIPS系統給予選擇時間限制，為角色對話增添緊張感。LIPS系統的出現，源自於開發人員為了打破一般玩家在選擇對話選項時常耗費過多時間的傳統，透過加上時間限制，除可加速推進遊戲節奏，還能使角色之間對話的場面氣氛更加逼真；戰鬥關卡的設計則受到《假面騎士》及《超人力霸王》等電視劇的影響。此外，每一個戰鬥關卡皆由一位特定開發人員專門負責開發，以加快遊戲製作速度。《櫻花大戰》的研發約歷時三年，較原先預定時間長達兩倍之多。一些相關業界公司也參與了遊戲製作，包括負責電腦成像（CGI）的Neverland及負責動畫部分的東京電影新社（現TMS娛樂）等。在製作速度需要下，遊戲被拆分為許多區塊，由各組開發人員同時進行研發，只在遊戲製作末期時組合以供測試。這使開發小組在最後除錯階段時數度遇到瓶頸，因而堆高了遊戲總體製作費用；在一次採訪中，世嘉表示本作是公司在開發Dreamcast鉅作《莎木》之前耗資最大的計畫。

### 場景及角色人設
《櫻花大戰》的故事背景設定於日本大正時代之虛構平行世界「太正時代」。據廣井表示，在本作開發初期，他曾一度預定將遊戲背景年代設定於昭和時代，但由於昭和時代歷史紀錄十分完整，開發小組難以將跳脫歷史框架的想法加入設定；他也考慮過明治時代，但在考量遊戲所需的「現代感」後作罷。最終廣井選擇將遊戲背景定於大正時代，認為此時期中日本正在吸收西洋事物並與自有文化融合，同時女權開始受到社會重視，在政治體制上也有所改革，整體風氣相當適合本作劇情發展。廣井並決定忽略史實中間接導致大正時代結束的關東大地震及軍部 (日本)勢力的崛起，讓遊戲故事中的日本持續向自由民主的世界邁進。此外，由於大正時代的史料有很大一部份在關東大地震中佚失，使開發小組能盡情發揮創意發想劇情走向。為與史實作出區別，廣井引進了20世紀初期不可能出現的蒸氣龐克奇幻風格；他還曾想調整遊戲中的漢字書寫方式，以進一步讓遊戲與現實分歧，不過最後由於廣井希望將遊戲劇情內容盡可能與史實事件貼近而作罷。在完成故事基本架構後，廣井將遊戲的詳細設定交由編劇金子龍馬與森田直樹完善。
由於廣井擔心如果讓自己來寫腳本的話會讓臺詞失去娛樂性，故將本作角色的主要臺詞腳本和劇情分支交由赤堀悟負責。兩人此前已有在其他計畫合作過。赤堀在與廣井交換意見前對計畫遲持懷疑態度，不過廣井說服他參與製作。當赤堀加入製作團隊時，本作的劇情及角色人設皆尚未完成，僅已確定故事背景、蒸氣龐克風格，以及將包含五至六名年輕的女孩角色等。由於此前並沒有為電子遊戲撰寫劇情的經驗，赤堀最初並不確定如何著手，而廣井表示可以朝與電視動畫系列相似的方向進行。赤堀早期的工作以完善廣井的臺詞及角色草稿為主。廣井頻繁的與赤堀交換意見，若赤堀的成品與他的想法出現差距，他便會堅持對其進行修正。赤堀原先撰寫的遊戲劇情有十三集，其中與最終魔王的戰鬥占了三集之多。在與開發人員商討後，與最終魔王的戰鬥篇幅長度縮為一集，使最終的劇情長度相應減為十集。金子與森田以赤堀完成的主要劇情為基礎進行擴展，並對臺詞進行了修整及除錯。
世嘉希望《櫻花大戰》能有個性鮮明的遊戲角色，以增加消費者對其家用遊戲機世嘉土星的關注度。《櫻花大戰》的故事設定使得開發小組能在遊戲中加入來自各國的遊戲角色，如來自俄國的瑪麗亞及來自法國的愛麗絲等。廣井在遊戲開發初期以當代日本漫畫中常見的角色特質為基礎，構建出初步的角色概念，之後他利用這些素材設計出了真宮寺櫻（溫文儒雅但同時意志堅強）、神崎堇（帶有負面第一印象的勁敵）、瑪麗亞（冰山美人）、愛麗絲（嫉妒心強的小女孩）、李紅蘭（冒失的眼鏡娘）以及桐島神奈（體育系女孩）等六名花組團員主角。男主角大神一郎在遊戲開發的過程中歷經了兩次人設更改，大部分更動在赤堀加入製作團隊後實現。他的姓氏「大神」（おおかみ）在日文之中也有「狼」的意思，代表著他精神、有力的性格。

### 美術設計

《櫻花大戰》主角群，每一位團員的服裝皆以特定主題設計，其設計靈感來自於無尾禮服

本作的美術設計原先由Red Company內部的開發人員負責，後來轉由當時正連載中的長青漫畫作品《幸運女神》作者、知名漫畫家藤島康介主導。在接到世嘉請求協助《櫻花大戰》美術設計時，藤島的助手基於當時藤島工作量之大以及《幸運女神》連載的壓力傾向讓藤島回絕請求；同時由於遊戲當時仍處於早期開發階段，遊戲系統和劇情皆尚未定型，因此藤島本人也有些懷疑計畫是否能成功。Red Company方面原先並不確定藤島是否會參加遊戲製作，不過廣井堅信他會答應這項工作，果然藤島最終於1994年底決定加入製作團隊的行列。藤島最初設計的角色是真宮寺，他的設計不僅震懾了廣井，同時並充分的向世嘉和Red Company表示以他為角色設計是正確的選擇。在藤島的幫助之下，製作團隊的士氣逐漸提升。
藤島設計出了大神、真宮寺等主角群，以及他們的正式、休閒服裝和配件，松原秀典則負責設計配角群，並協助動畫製作。由於此前主角群的角色概念已經相當完善，藤島很快就完成了設計草稿，開始進行完善。角色設計必須傳達人物的內心想法，且能讓玩家容易理解。基於故事背景所處的時代，藤島被迫不斷阻止自己將緊固件等不合時宜的元素加入角色設計之中。在藤島設計角色時，廣井為他製作了更詳細的角色藍圖。不同角色有獨特的形象，像是真宮寺的馬尾以及和服袴等；藤島在這些藍圖上融合了他自己的想法，設計出最終成品。基於故事背景所處的時代，藤島得以在傳統日本服飾中混搭鞋子等西方元素，進而給予女性角色更大的活動範圍。藤島的主角群角色設計完整的反映了廣井所構思出來的概念。花組團員的戰鬥服以無尾禮服為基礎，並參酌了宝冢歌舞剧团的劇服。
本作的光武甲冑設計與電腦成像場景由永田太負責
。廣井交予他的設計大綱為「在大正時代使用蒸氣龐克技術」。在設計光武時，森田展示了一些蒸汽火車以及早期的潛水服給他，特別是那些包含球狀關節的。永田也參考了一些英國第二次工業革命的資料，並有意識的迴避不合時宜的技術出現。光武並非機器人，而是可穿上的甲冑，與潛水服的概念比較接近；其前端形狀參考自亚细亚号列车的火車頭。每一個花組團員的甲冑都是獨一無二的，融合了操作者的美學以及個性色彩。由於永田很早就參與到遊戲的開發工作裡面來，他有相當大的設計自由。當設計定稿後，他轉而全力製作電腦成像，僅用了五天就做出第一組光武甲冑的模型。

### 音效

#### 配音
由於《櫻花大戰》帶有大量的歌舞表演劇情，因此廣井要求本作的配音員（聲優）必須同時精通歌唱及表演技巧；有些角色甚至要求配音員必須有在舞臺上實況演出的經驗才能擔任。花組所有團員的配音員都由廣井本人親自接洽過，另外工作人員也向他推薦了一些人選。本作的開發小組早在遊戲開發初期階段就開始招募配音員，並同時一邊製作遊戲一邊進行角色對話的錄製，這在當時的電子遊戲業界是十分罕見的。
- 真宮寺櫻的配音員由橫山智佐擔任。橫山曾為多部動漫配音，廣井希望能借助她的聲音詮釋引人入勝、鏗鏘有力的臺詞[24]。橫山原先負責的配音角色是愛麗絲，不過後來在愛麗絲的配音員底定之後改擔任真宮寺的配音[74]。對常為性格強勢的角色配音的橫山來說，詮釋真宮寺的角色特質十分困難[75]。
- 神崎堇的配音員由富澤美智惠擔任。兩人經朋友介紹在1994年聖誕節的一場音樂會上首次接觸，廣井將神崎的角色概要給富澤大略介紹了一遍，並在富澤實際配音過一次之後決定給她這份工作[76]。
- 瑪麗亞·橘的配音員由高乃麗擔任。廣井與高乃過去即有合作經驗，因此廣井在挑選配音員時便決定請她加入團隊[77]。高乃對瑪麗亞的角色設定亦頗感興趣，因此即使當時《櫻花大戰》開發仍處早期階段，她仍欣然同意參與配音[78]。
- 愛麗絲的配音員由西原久美子擔任。愛麗絲的配音原預定由橫山負責，而西原則預定為真宮寺櫻配音，但在廣井的建議下兩人交換了角色。
- 李紅蘭的配音員由渕崎有里子擔任。藤島將她引介給廣井，兩人於1995年中首次接觸，當時製作團隊正計劃錄製片頭曲和片尾曲[24][79]。
- 桐島神奈的配音員由田中真弓擔任。廣井希望借鑒她在歌舞伎表演的經驗[24][80]。田中（真弓）被指示將桐島詮釋為一個頑皮、放肆的角色，不論性別[81]。
- 藤枝菖蒲的配音員由折笠愛擔任。廣井在橫山建議下與折笠接觸時她正在策劃粉絲俱樂部音樂會，在折笠實際配音過一次之後廣井便決定給她這份工作[82]。錄製配音時，折笠曾在詮釋藤枝不同階段的角色特質上遇到一些困難[83]。
- 大神一郎[[[Wikipedia:格式手册/链接#章節|錨點失效]]]的配音員由陶山章央擔任。當時陶山正在Red Company進行聲優訓練，並沒有什麼配音的經驗[84]。大神是最後一個找到配音員的主要角色，由於廣井在尋找適合的人選時經費已經所剩無幾，陶山在聽聞情況後提議讓他負責這項工作，廣井在經費與時間限制的情況下最終決定答應[24][85]。

在決定所有角色的配音員後，廣井和田中將他們集合起來，說明整個計畫的概要，並給他們相應負責角色的圖像。錄音過程由知名動畫和電影音效指導佐藤敏夫監製。他對拿到整整四大本劇本，並被告知這些劇本只佔劇本總數的三分之一的事實感到震驚。由於遊戲中角色的圖像幾乎都是靜止的，佐藤對配音員表示她／他們的聲音將是角色情感表現的主要動力。真宮寺是最後一個配音的角色，以便佐藤將她的主角特質呈現出來。此外，如何呈現身為菜鳥的真宮寺與老鳥神崎之間劍拔弩張的關係也是佐藤著重的要點。

#### 音樂
《櫻花大戰》的音樂編曲由田中公平負責。他是本作開始製作初期少數堅定支持廣井的人之一。他也是第一批實際加入開發遊戲的人，之後並成為開發小組其他成員的標竿。本作是田中參與製作的第一個電子遊戲多媒體計畫，其成功讓他的知名度大增。田中大約於1995年開始製作櫻花大戰遊戲內使用的音樂。當時，節奏和打擊樂是日本流行音樂界的主流，旋律則遭到忽視，因此田中和廣井想讓日本的年輕人重新認識旋律的美好。在思考如何譜曲的同時，田中搜尋了一些遊戲劇情設定年代當代流行的歌曲，並嘗試以現代的音樂風格改造其旋律及結構。最終他得以成功在本作的音樂中融合了爵士樂、伦巴、森巴以及日本傳統音樂元素。
田中原先預計為本作製作50首歌曲，不過由於時間緊迫、光碟容量以及預算問題先是砍半到24首，再一度削減到僅僅7首；後來廣井對歌曲遭到削減表達了不滿，田中詢問他最多容許錄製多少歌曲，得到「一張CD容量大」的回答。最後田中將遊戲內的歌曲數量訂在11至12首之間。儘管廣井聲稱自己並不是專業的作詞家，最後他還是為所有的歌曲寫了歌詞。由於廣井一直表明自己缺乏經驗，田中只好負責在他寫詞時給予指導。為了鍛鍊寫詞技巧，廣井還參加了卡拉OK課程、學習著名作詞家阿久悠的作品，並購買了一些老歌曲的錄音檔回家研究。大概一至二個月後，廣井才自認足夠勝任作詞一職。本作的所有歌曲都是沿著廣井寫詞、交予田中完善的程序製成的。
本作主題曲《檄！帝國華擊團》參考了電視劇超級戰隊系列的開頭曲及1949年電影《青色山脈》的配樂，在極短時間內完成，並由橫山智佐擔綱演唱。由於此曲之長和其音程之廣都是橫山從未嘗試過的，因此她在多次錄音後才完成歌曲的錄製。據田中表示，他最喜歡的曲子之一是遊戲的片尾曲《花開少女》（花咲く乙女），認為此曲詮釋出了帝國華擊團堅定的意志。這首歌由橫山擔綱主唱，其餘女性角色配音員為合唱及和聲歌手。此曲耗時約一小時才錄製完成，對歌手和工作人員都是情緒激動的一次體驗。由於多數配樂在遊戲開發中時便已完成錄製，開發人員得以搭配音樂調整遊戲節奏及劇情表現，讓遊戲畫面與音樂更加契合。
1997年5月，日本贝塔斯曼音乐集团發行了原声音乐《櫻花大戰原聲帶 蒸汽蓄音館》（サクラ大戦サウンドトラック 蒸気蓄音館），內含51首來自《櫻花大戰》的曲目。貝塔斯曼集團日本早先並曾於1996年底發行人聲演唱合集《櫻花大戰 帝擊歌謠合集》（サクラ大戦 帝撃歌謡全集）。本作重製版的音樂亦由田中負責，原聲帶《櫻花大戰 ～熾熱之血～ 帝擊音樂合集》（サクラ大戦～熱き血潮に～ 帝撃音楽全集）於2003年2月由愛貝克思集團發行。

## 發售
世嘉在1995年的一次特別活動中首次公佈《櫻花大戰》相關資訊，並以「劇情式冒險遊戲」這一全新名詞作為遊戲的宣傳口號。本作最初預定於1996年4月發售，然而在製作人廣井王子的要求下，《櫻花大戰》的遊戲內容持續擴充，不僅使遊戲容量不斷加大（由原本的一片光碟增至兩片光碟），更讓遊戲的實際推出日期一延再延；在開發人員日以繼夜的努力趕工，並斟酌刪減部分遊戲內容後，《櫻花大戰》最終得以僅推遲數月，於1996年9月27日發售。
1998年，世嘉推出世嘉土星的後繼機種Dreamcast。世嘉為當時如日中天，已然成為世嘉招牌系列之一的《櫻花大戰》開發了移植版本，並於2000年5月25日推出；在退出電子遊戲機硬體市場後，也將《櫻花大戰》移植至家用遊戲機PlayStation 2及掌上遊戲機PlayStation Portable等由其他公司推出的電子遊戲機平臺上。此外，世嘉亦有將本作移植至一系列Microsoft Windows个人电脑（PC）平臺，包括2000年8月18日發行的Windows 95／Windows 98版本，以及2003年2月20日發行的Windows ME／Windows 2000版本；這些版本因為檔案大小的緣故，必須分為多片CD-ROM。之後，DVD-ROM版本於2007年1月25日發行在Windows 2000、Windows XP和Windows Vista平臺上。2006年12月18日，《櫻花大戰》登上NTT DOCOMO的i-mode服務，採訂閱制，月費315日圓。
儘管《櫻花大戰》在日本銷量不俗，但卻從未在歐美市場發行；世嘉擔憂《櫻花大戰》特殊的敘事手法和遊戲風格可能會使海外消費者卻步，最終決定放棄翻譯。後世嘉在移植作品至PlayStation Portable平臺上時一度計劃委託外包公司翻譯遊戲，但遭到索尼駁回。雖然《櫻花大戰》從未正式翻譯為英文，但有俄文及中文版本，分別由阿卡拉（俄文）、大新資訊（正體中文）及天人互動（簡體中文）翻譯並發行。

### 重製版
2002年7月，由廣井領銜的RED Company開發小組與世嘉在東京舉辦了「櫻花大戰World Project」發表會，公開數款櫻花大戰系列遊戲資訊；其中包括將世嘉土星版本的初代《櫻花大戰》進行重製的新作《櫻花大戰 ～熾熱之血～》，由世嘉旗下的工作室Overworks開發，由曾擔任《櫻花大戰2 ～願君平安～》、《櫻花大戰3 ～巴黎在燃燒嗎～》及《櫻花大戰4 ～戀愛吧少女～》等櫻花大戰系列本傳作品製作人的寺田貴治領導。另外，本作副標題「熾熱之血」取自日本近代詩人與謝野晶子的短歌《亂髮》；廣井王子十分喜愛與謝野所作所作的詩詞，並多次使用其詩句作為櫻花大戰系列作品的副標題。
《櫻花大戰 ～熾熱之血～》以世嘉土星版本之初代《櫻花大戰》為基礎，不僅將遊戲所含的大量動畫交由Production I.G重新繪製，並加入許多原創美術內容；同時Overworks開發小組還對本作使用的初代LIPS系統進行改進，新增《櫻花大戰》後續作品中出現的機能；並引進全新的戰鬥系統「活躍實時機械系統」（Active & Realtime Machine System，簡稱ARMS），攻擊時的畫面表現較初代作品更加精緻。此外，本作還包含兩個章節的全新遊戲內容，銜接了初代《櫻花大戰》與後續作品的故事劇情。本作的角色配音全部由原作聲優陣容重新錄製，其中包括了一度於2000年代初期隱退的富澤美智惠。《櫻花大戰 ～熾熱之血～》於2003年2月22日在索尼PlayStation 2平臺上發售，首發版本附贈了一張記述櫻花大戰系列作品開發歷程的DVD；世嘉同時也為部分行動電話機種推出了相關的迷你遊戲。

## 評價
日本電子遊戲雜誌《Fami通》給予《櫻花大戰》正面評價，對本作的世嘉土星版本及PlayStation 2重製版本分別打出了33分及35分（滿分40分）的高分；本作及其製作團隊更於1996年的首屆日本遊戲大獎（當時名稱為「CESA遊戲大獎」）中奪得大獎、最佳製作人、最佳主角及最佳配角獎等多項獎項。
由於本遊戲並未於北美地區發售，北美電子遊戲媒體的評測日期多較日本媒體遲上許多。RPGamer的傑克·艾利（Jake Alley）讚譽了遊戲的劇情與美術設計及重複遊玩性，不過認為其遊戲性及選單設計要素貧乏；RPGFan給予本作相當高的評價，並認為其美術設計與角色配音演出是最具吸引力的地方；GameSpot的彼得·巴塞洛（Peter Bartholow） 也給予本作的劇情與美術設計正面評價，不過同時表示遊戲性不足、遊戲難度稍低。
對於本作的重製版《櫻花大戰 ～熾熱之血～》，《Fami通》也給予其正面評價，認為該作比起重製版更像是一部全新製作的作品；RPGFan的克里斯·溫克勒（Chris Winkler）則認為該作維持了原作的高品質配樂及配音演出，並讚譽其畫質的提升。他同時也對遊戲以日本江戶時代至明治維新間傳統與現代文化的交錯、融合為主題給予極正面的評價，最後表示他會「全力向系列初入門者和老玩家推薦本作」。

### 銷量
在《櫻花大戰》上市前，廣井向世嘉保證本作銷量至少能有20萬份。儘管部分開發小組成員懷疑廣井的想法過於樂觀，不過遊戲上架後即打破傳言，迅速銷售一空。據《Fami通》調查顯示，《櫻花大戰》在發售一週內就至少賣出了20.5萬份，達首批庫存量的57%以上，並登上當週日本電子遊戲銷售排行首位，更是世嘉製作的有史以來銷售速度最快的遊戲作品之一；截至2007年，《櫻花大戰》世嘉土星版本銷量達35.9萬份，於日本歷年家用遊戲機遊戲銷量排行榜中高居第11位（一說第13位）。《櫻花大戰》的Dreamcast移植版於首週內即賣出了7.1萬份，達首批庫存量的65%以上；最終銷量也有10.9萬份以上，在該主機遊戲銷量排行榜中名列第33位。本作的重製版《櫻花大戰 ～熾熱之血～》於上市首週賣出至少14.2萬份，位居當週日本電子遊戲銷售排行第3位，僅次於艾尼克斯的《星海遊俠 直到時間的盡頭》與光榮的《真·三國無雙3》；最終銷量達23.5萬份，為當年度遊戲銷量排行榜第54位。另外，本作的Microsoft Windows中文版本銷量亦不俗，初波庫存全數售出。

## 影響
《櫻花大戰》發行後大獲成功，不僅成為了史上最賣座的電子遊戲之一，更衍生出一連串續作，包括同首發於世嘉土星上的《櫻花大戰2 ～願君平安～》，於Dreamcast上首發的《櫻花大戰3 ～巴黎在燃燒嗎～》、《櫻花大戰4 ～戀愛吧少女～》；以及在世嘉全面退出家用遊戲機硬體市場後，於前競爭對手索尼的PlayStation 2及任天堂的Wii平臺上發行的《櫻花大戰V ～再見，吾愛～》，這也是第一款於海外市場以官方管道發行的櫻花大戰系列本傳作品。此外，世嘉也基於《櫻花大戰》推出許多外傳作品，如結合世嘉自家益智遊戲《色譜柱》玩法的《花組對戰方塊》和粉絲向作品（FD）《大神一郎奮鬥記》等。
《櫻花大戰》在日本及海外皆擁有龐大人氣。2017年，本作在《Fami通》舉辦的「最佳遊戲前100名」調查中排名第9位；女主角之一真宮寺櫻則在《Fami通》於2009年舉辦的「最佳遊戲角色前100名」選拔中位居第17名。在《Fami通》於2016年舉辦的「最令人懷念的電子遊戲」調查中，《櫻花大戰》及其續作也都名列前茅。
另外，部分《櫻花大戰》遊戲角色亦在世嘉參與開發之任天堂3DS作品《跨界計畫》及其續作《跨界計畫2》中作為可遊玩角色客串出場。

### 跨媒體
《櫻花大戰》的首部OVA動畫作品《櫻花大戰 櫻華絢爛》由安利美特和RADIX ACE ENTERTAINMENT製作，於1997年至1998年發行，將遊戲中沒有敘述的部份《櫻花大戰》世界觀補充完整，並交代了帝國華擊團及花組的起源；後又由Red Company、MADHOUSE及Studio Matrix共同製作同名動畫《櫻花大戰》（又稱《櫻花大戰TV》），並於2000年首播。《櫻花大戰TV》情節主要以《櫻花大戰》的世界觀為基礎，不過整體風格跟劇情走向都與原作有些許不同；本作交代了反派角色的過往、真宮寺櫻的童年回憶及主人公大神一郎就任花組隊長之前花組團員生活的點點滴滴。
此外，本作也於2002年改編為漫畫《櫻花大戰 漫畫版》，作者為政一九；原先作為連載作品於讲谈社旗下的漫畫雜誌《月刊Magazine Z》，在其停刊後轉往《Magazine E-no》（現《Magazine+》）連載至今；同時已出版兩部系列，一共16本單行本。